# (18323) 1983 RZ2
(18323) 1983 RZ2 là một tiểu hành tinh vành đai chính. Nó được phát hiện bởi Henri Debehogne ở Đài thiên văn La Silla ở Chile ngày 2 tháng 9 năm 1981.